# Fur Fighters
Fur Fighters er et spil udviklet af Bizarre Creations, og udgivet af Acclaim Entertainment til Dreamcast i år 2000, og senere kom den til Microsoft Windows.
Spillet var designet meget som en standard third-person shooter, men har brugt en masse søde små dyr som sine modstander. Som et resultat herfra, er spillet fuld af vold, meget tegneserie-agtig men uden at miste noget af dens intensitet.
I 2001 blev en udgivet en opdateret version til PlayStation 2 frigivet, som hed Fur Fighters: Viggos Revenge.
| computerspil | Spire Denne computerspilsrelaterede artikel er en spire som bør udbygges. Du er velkommen til at hjælpe Wikipedia ved at udvide den. |